# Kapelanij
Een kapelanij of kapelanie is een kapel waarin erediensten plaatsvinden en waaraan een priester verbonden is. Het is tevens de naam voor de woning van de kapelaan (naar analogie met een pastorie). Ten slotte is het ook de benaming voor het territorium (naar analogie met parochie) dat door de desbetreffende kapel bediend wordt.
Kapelanijen werden meestal opgericht in nieuwe woongebieden vanuit een moederparochie. Aan het hoofd van een kapelanij staat een kapelaan, dit is een onderpastoor of hulppriester die gehorig is aan de priester uit de moederparochie. Tegenwoordig wordt veelal het woord parochievicaris gebruikt om een kapelaan aan te duiden.